# Charles D. Bolton

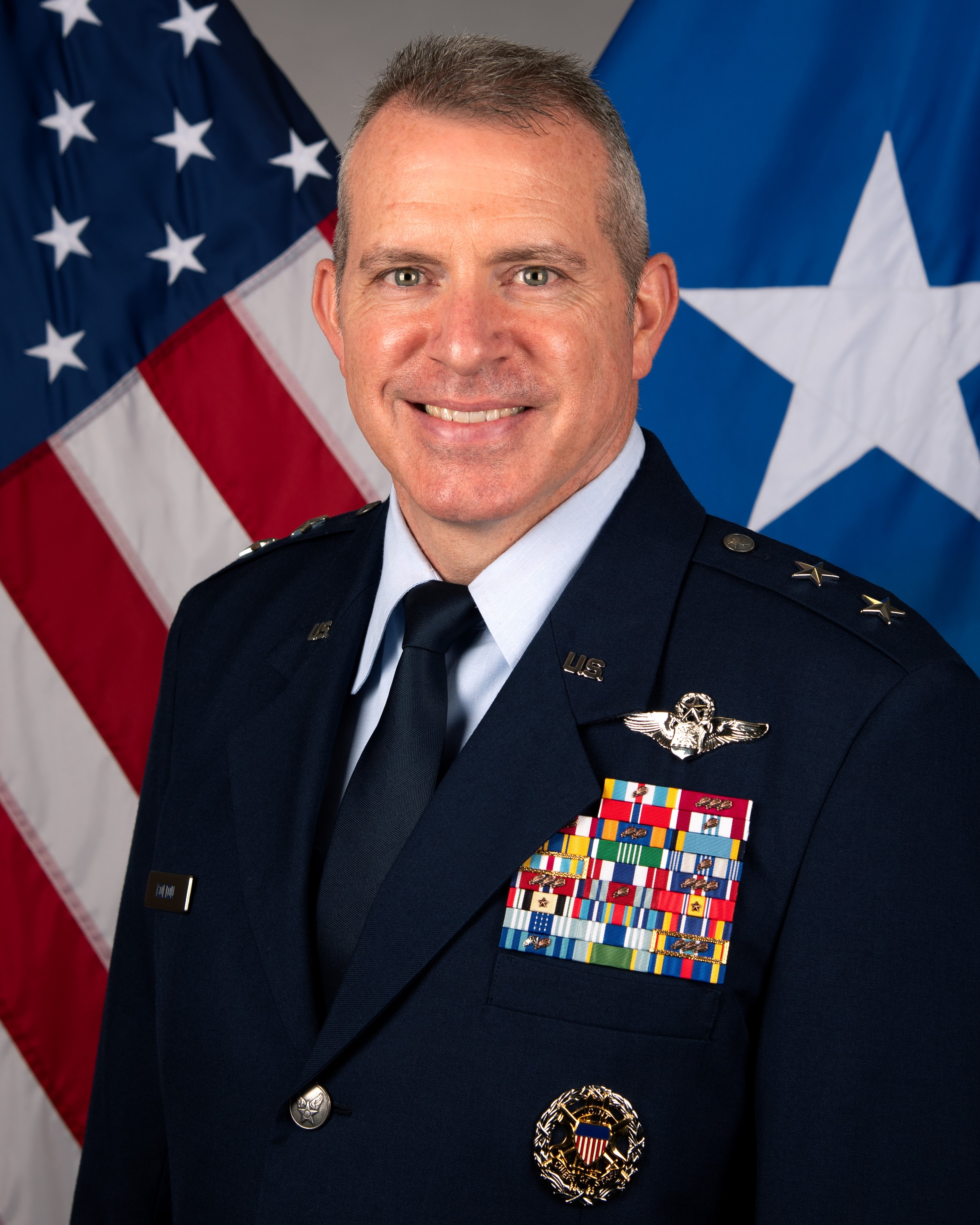
Charles D. Bolton (2024)

Charles D. Bolton (* um 1972 in Shreveport, Caddo Parish, Louisiana) ist ein Generalmajor der United States Air Force. Zurzeit (Februar 2025) kommandiert er die 18. Luftflotte.
Im Jahr 1994 absolvierte er die United States Air Force Academy in Colorado Springs. Nach seiner Graduation wurde er als Leutnant in das Offizierskorps der Air Force aufgenommen. In der Folge durchlief er alle Offiziersgrade vom Leutnant bis zum Zwei-Sterne-General.
Im Lauf seiner militärischen Karriere absolvierte er verschiedene Kurse und Schulungen. Dazu gehörten unter anderem eine Ausbildung zum Flugnavigator; die Squadron Officer School auf der Maxwell Air Force Base in Alabama; die United States Air Force Mobility Weapons School auf der Little Rock Air Force Base in Arkansas bzw. der Nellis Air Force Base in Nevada; das Air Command and Staff College (über einen Fernkurs); das Command and General Staff College der United States Army in Fort Leavenworth in Kansas; das Air War College über einen Fernkurs und das National War College in Fort Lesley J. McNair in Washington, D.C. Außerdem erhielt er akademische Grade von der Webster University.
In seinen frühen Jahren als Offizier der Luftwaffe war er an verschiedenen Stützpunkten stationiert. Dabei war er als Flugnavigator, Ausbilder oder Stabsoffizier bei unterschiedlichen Einheiten tätig. Dazwischen absolvierte er die erwähnten Schulungen. Zwischen November 1995 und Mai 1999 war er in unterschiedlichen Funktionen auf der Yokota Air Base in Japan stationiert. Im Juni 2009 übernahm er als Oberstleutnant das Kommando über die im Nahen Osten stationierte 386. Expeditionsschwadron (386th Expeditionary Operations Support Squadron). Dieses Amt hatte er bis zum Juni 2010 inne. Dabei war er auch an den Militäreinsätzen im Irak und in Afghanistan beteiligt.
Daran schloss sich eine Versetzung zur Scott Air Force Base in Illinois an. Bis zum Juni 2011 gehörte er dort dem Stab des Air Mobility Commands (AMC) an. Es folgte sein Studium am National War College das bis zum Juni 2012 andauerte. Danach gehörte er bis zum Juni 2014 der Stabsabteilung für strategische Planungen (J5) bei den Joint Chiefs of Staff an. Es folgte eine Rückkehr zur Little Rock AFB in Arkansas, wo Charles Bolton zwischen Juni 2014 und Juni 2016 die 314th Operations Group kommandierte.
Sein nächster Auftrag führte ihn wieder in den Nahen Osten. Bis zum Juli 2017 kommandierte er dort das 386. Expeditionsgeschwader (386th Air Expeditionary Wing), mit dem er erneut in die Kämpfe in dieser Region eingebunden war. Nach seiner Heimkehr wurde er zum Stab des Air Education and Training Commands auf der Randolph Air Force Base in Texas versetzt. Bis zum Mai 2019 leitete er dort hintereinander die Stabsabteilung für Aufklärung und nukleare Integration (bis zum April 2018) und dann die Stabsabteilung für Operationen und Kommunikation.
Im Mai 2019 erhielt Bolton auf der Scott AFB das Amt des stellvertretenden Kommandeurs der 18. Luftflotte, das er bis zum Juli 2020 behielt. Danach übernahm er ebenfalls auf der Scott AFB die Leitung der Stabsabteilung für Operationen, strategische Abschreckung und nukleare Integration beim AMC (Deputy Director of Operations, Strategic Deterrence and Nuclear Integration, Headquarters AMC). Diese Aufgabe nahm er bis zum Juni 2021 wahr. Auch danach blieb er auf der Scott AFB. Bis zum März 2023 leitete er dort das Global Operations Center das dem United States Transportation Command untersteht.
Anschließend wurde er nach Wiesbaden versetzt. Dort gehörte er bis zum März 2024 als Leiter der Stabsabteilung für Operationen dem neugegründeten Sonderkommando für die Ukraine (Ukraine Security Assistance Initiative) an (Deputy Commanding General, Operations, Security Assistance Group Ukraine, Wiesbaden, Germany). In den Monaten März bis August 2024 war Bolton erneut auf der Scott AFB Stabsoffizier beim AMC.
Im August 2024 übernahm Charles Bolton auf derselben Air Force Base als Nachfolger von Corey J. Martin das Kommando über die 18. Luftflotte. Dieses Amt bekleidet er bis heute (Februar 2025). Im Oktober 2024 wurde er Ehrenbürger seiner Heimatstadt Shreveport.

## Daten der Beförderungen
| Abzeichen | Rang               | Jahr              |
| --------- | ------------------ | ----------------- |
|           | Second Lieutenant  | 1. Juni 1994      |
|           | First Lieutenant   | 1. Juni 1996      |
|           | Captain            | 1. Juni 1998      |
|           | Major              | 1. September 2004 |
|           | Lieutenant Colonel | 1. März 2009      |
|           | Colonel            | 1. Oktober 2014   |
|           | Brigadier General  | 1. November 2019  |
|           | Major General      | 5. Dezember 2023  |

## Orden und Auszeichnungen
Charles Bolton erhielt im Lauf seiner militärischen Laufbahn unter anderem folgende Auszeichnungen:
- Defense Superior Service Medal
- Legion of Merit
- Bronze Star Medal
- Defense Meritorious Service Medal
- Meritorious Service Medal
- Air Medal
- Aerial Achievement Medal
- Army Commendation Medal